# Gagny
Gagny (franskt uttal: [ɡaɲi]
 ( lyssna)) är en kommun i departementet Seine-Saint-Denis i regionen Île-de-France i norra Frankrike. Kommunen ligger i kantonen Gagny som tillhör arrondissementet Le Raincy. År 2022 hade Gagny 40 790 invånare.

## Befolkningsutveckling
| Befolkningsutvecklingen i Gagny 1968–2021 | Befolkningsutvecklingen i Gagny 1968–2021 | Befolkningsutvecklingen i Gagny 1968–2021 | Befolkningsutvecklingen i Gagny 1968–2021 | Befolkningsutvecklingen i Gagny 1968–2021 |
| ----------------------------------------- | ----------------------------------------- | ----------------------------------------- | ----------------------------------------- | ----------------------------------------- |
|                                           |                                           |                                           |                                           |                                           |
| År                                        |                                           |                                           | Folkmängd                                 |                                           |
| 1968                                      | 1968                                      |                                           | 35 780                                    |                                           |
| 1975                                      | 1975                                      |                                           | 36 772                                    |                                           |
| 1982                                      | 1982                                      |                                           | 34 861                                    |                                           |
| 1990                                      | 1990                                      |                                           | 36 059                                    |                                           |
| 1999                                      | 1999                                      |                                           | 36 715                                    |                                           |
| 2007                                      | 2007                                      |                                           | 38 220                                    |                                           |
| 2015                                      | 2015                                      |                                           | 39 603                                    |                                           |
| 2021                                      | 2021                                      |                                           | 40 189                                    |                                           |